# Oppo
Oppo — китайская компания, являющаяся одним из крупнейших в мире производителей смартфонов и другой потребительской электроники.

## История
В 2001 году холдинговой компанией «BBK Electronics» был зарегистрирован бренд «Oppo»; собственно компания «Oppo» была основана в 2004 году в Дунгуане как дочерняя компанией того же холдинга. Её возглавил Чэнь Минъюн (Chen Mingyong).
В 2005 году «Oppo» начала продажи первого MP3-плеера собственного производства на китайском рынке и первой модели DVD-плеера в США. В 2006 году компания вышла на рынок портативных видеоплееров, а в 2008 году — мобильных телефонов, первая модель называлась «Smile Phone».
В 2011 году компания выпустила свои первые смартфоны, в том числе смартфон на базе операционной системы Android.
После ликвидации компании «BBK Electronics» 7 апреля 2023 года «Oppo» стала полностью независимой компанией.

### Дочерние компании и бренды
- В 2004 году году в Калифорнии была зарегистрирована дочерняя компания «Oppo Digital[англ.]», которая до 2018 года занималась разработкой и производством аудио- и видеотехники, в том числе проигрывателей оптических дисков (DVD и Blu-ray)[9][10].
- В 2010 году начал использоваться бренд «Oppo Real», который в 2018 году был выделен в дочернюю компанию «Realme»; под этим брендом выпускаются недорогие смартфоны.
- В 2013 году была создана другая дочерняя компания, «OnePlus», выпускаемая под её брендом продукция включает более дорогие модели смартфонов, которые продаются через Интернет и ориентированы на рынки Европы и США[6][7].

## Продукция

### Смартфоны
- Серии Find и Finder
- Reno (Reno 11 позиционируются как смартфоны для портретной съемки[11])
- Серия A
- Серия K
- Серия F[12]

Флагманские смартфоны компании Oppo базируются на высокопроизводительных чипах от Qualcomm; часть моделей 2013 года базируется на базе процессоров компании MediaTek, выполненных по 28-нм техпроцессу.
С 2014 году применяется технология быстрой зарядки VOOC Flash Charging (заряд на 75 % происходит около 30 минут); с 2016 года — технология SuperVOOC (50 Вт, полная зарядка занимает около 35 минут); с 2019 года — обновлённая SuperVOOC (65 Вт; 5 В на 6,5 А), заряжающая устройства на 30 % за 5 минут. В июле 2020 года компания представила очередное обновление. Зарядное устройство мощностью в 125 Вт работает по протоколу USB PPS (и 65 Вт по USB Power Delivery). Заряд аккумулятора емкостью 4000 мА·ч с 0 % до 41 % происходит около 5 минут и за 20 минут, как заявлено, устройство заряжается полностью.
На смартфонах Oppo кнопка регулировки громкости находится на левой грани корпуса, в отличие от родственного бренда Vivo , который размещает их справа. Такое разделение для головной компании BBK являлось способом обслужить покупателей в зависимости от того, какое расположение кнопок громкости им субъективно привычнее.
В начале 2019 года Oppo представила технологию 10-кратного гибридного оптического зума.

### Продукция, снятая с производства
- DVD- и Blu-Ray-плееры, в том числе с поддержкой Dolby Vision[17][18][19];
- наушники;
- ЦАП/усилитель для наушников;
- беспроводные мультирум-аудиосистемы.

## Деятельность
В КНР компания имеет собственную торговую сеть из 2000 магазинов, а также может рассчитывать на 40 тыс. торговых точек своих дистрибьюторов.
В Таиланде бренд Oppo вышел на рынок в 2009 году.
В 2013 году компания вышла на рынки смартфонов в США, Великобритании, Гонконга, Тайваня, Австралии, России, Вьетнама, Индонезии.
В апреле 2013 года компания Oppo вышла на российский рынок. Весной 2014 года российское представительство Oppo решило прекратить работу в стране из-за низких продаж, но в 2017 году компания вернулась в страну.
Во второй половине 2014 года компания вышла на рынок Мексики. Уже через два месяца её доля на рынке смартфонов страны составила 2 %.
В 2014 году Oppo по объёмам продаж смартфонов находилась в Китае на 4-м месте. В январе 2017 года вышла на второе место по поставкам мобильных телефонов в Китае.
По состоянию на II квартал 2023 года смартфоны Oppo и Vivo входили в первую пятёрку самых продаваемых в мире: Oppo занимал 4-е место (10 % мирового рынка), а Vivo — 5-е место (8 %).

### Производственные мощности
Основной завод компании Oppo расположен в городе Большая Нойда (англ. Greater Noida) в Индии.
Компания имеет собственный завод на юге Китая, в округе Дунгуань провинции Гуандун.
Собственный штат инженеров Oppo насчитывает 1400 человек (40 % инженеров отвечает за программное обеспечение); 6000 человек работают на сборочных линиях.

## Критика
В марте 2020 года японская компания Sharp подала два иска против компании Oppo. Первый иск подан в Германии, второй — в Японии. В иске Sharp утверждается, что в смартфонах Oppo нарушены связанные с LTE патенты, принадлежащие японской компании.
С 2021 года продолжается судебный процесс с Nokia в связи с патентами на 5G-технологии. Следствием этого процесса стало то, что Oppo пришлось прекратить продажу смартфонов в некоторых странах Европы, включая Германию и Францию.

## Примечание
1. ↑  Guangdong Oppo Mobile Telecommunications Corp Ltd (англ.). Bloomberg. Дата обращения: 26 декабря 2023. Архивировано 19 августа 2022 года.
2. ↑  Guangdong Oppo Mobile Telecommunications Corp., Ltd. (англ.). China (Wuxi) International Design Expo. Дата обращения: 26 декабря 2023. Архивировано 26 декабря 2023 года.
3. ↑  Huawei Lands Top Spot in Second Quarter Smartphone Market Despite Largest Ever Market Decline, According to IDC. IDC: The premier global market intelligence company. Дата обращения: 29 октября 2020. Архивировано 1 ноября 2020 года.
4. ↑  Introduction to BBK (Oppo) Company. The People's Government of Chang’an Town (18 июня 2012). Дата обращения: 29 октября 2014. Архивировано 23 апреля 2016 года.
5. ↑  Colin, David. A Winning Digital DVD Player. Projector Central (7 июля 2005). Дата обращения: 10 февраля 2017. Архивировано 30 марта 2019 года.
6. 1 2  Who is BBK, one of the largest phone manufacturers? (англ.). Android Authority (15 ноября 2021). Дата обращения: 24 декабря 2023. Архивировано 30 декабря 2019 года.
7. 1 2  BBK Electronics: Meet the company that owns OnePlus, Oppo, Vivo, and Realme (англ.). Android Central (14 апреля 2020). Дата обращения: 24 декабря 2023. Архивировано 2 апреля 2023 года.
8. ↑  Secretive Billionaire Reveals How He Toppled Apple in China (англ.). Economic Times (20 марта 2017). Дата обращения: 25 декабря 2023. Архивировано 25 декабря 2023 года.
9. ↑  Oppo is ending its line of high-end headphones and Blu-ray players (англ.). The Verge (3 апреля 2018). Дата обращения: 26 декабря 2023. Архивировано 30 июля 2023 года.
10. ↑  Приходько Д. Oppo свернула бизнес по выпуску плееров Blu-ray Архивная копия от 10 ноября 2020 на Wayback Machine 3 апреля 2018, 3DNews.ru
11. ↑  Обзор Oppo Reno 11 и Oppo Reno 11 °F — невероятно крутой функционал Архивная копия от 8 июля 2024 на Wayback Machine // mrandroid.ru от 25 июня 2024
12. ↑  Oppo phones Архивная копия от 14 июля 2020 на Wayback Machine на GSMArena.com
13. ↑  Смартфоны с молниеносной зарядкой. Как это работает? Архивная копия от 14 июля 2020 на Wayback Machine
14. ↑  125 Вт для смартфонов: Oppo представила быструю зарядку с рекордной мощностью. Трешбокс.ру. Дата обращения: 31 июля 2020. Архивировано 9 августа 2020 года.
15. ↑  Лазарев О. Скука и уныние. Как рынок смартфонов стал таким, как сейчас? (9 мая 2022). Дата обращения: 31 декабря 2022. Архивировано 10 мая 2022 года.
16. ↑  В Oppo создана технология 10-кратного гибридного оптического увеличения. Дата обращения: 31 января 2019. Архивировано 14 июля 2020 года.
17. ↑  Плееры Ultra HD Blu-ray Oppo UDP-203 и UDP-205 первыми получили поддержку Dolby Vision Архивная копия от 14 июля 2020 на Wayback Machine // IXBT.com, 8 июня 2017
18. ↑  Обзор: UHD Blu-ray-плеер Oppo UDP-205 Архивная копия от 14 июля 2020 на Wayback Machine // Аудиомания, май 2017
19. ↑  Samsung больше не будет выпускать плееры Blu-ray Архивная копия от 14 июля 2020 на Wayback Machine // IXBT.com, 16 февраля 2019
20. 1 2  China Oppo abrirá tiendas en México ante buen desempeño. El Financiero. 22 октября 2014. Архивировано 16 июля 2020. Дата обращения: 29 октября 2014.
21. ↑  Названы крупнейшие производители смартфонов в Китае Архивная копия от 9 февраля 2018 на Wayback Machine // Новое время, 26 января 2017
22. ↑  Mobile phone shipments market share worldwide from first quarter 2015 to second quarter 2023, by vendor (англ.). Statista. Дата обращения: 25 декабря 2023. Архивировано 25 декабря 2023 года.
23. ↑  1 часть рассказа о заводе Oppo Архивная копия от 15 июля 2020 на Wayback Machine; 2 часть рассказа о заводе Oppo Архивная копия от 16 июля 2020 на Wayback Machine от mobile-review.com
24. ↑  Sharp обвиняет Oppo в нарушении патентов Архивная копия от 14 июля 2020 на Wayback Machine // iXBT.com, 10 марта 2020
25. ↑  Chinese court sides with Oppo over Nokia patent dispute (англ.). GSM Arena (15 декабря 2023). Дата обращения: 26 декабря 2023. Архивировано 25 декабря 2023 года.
26. ↑  Realme: ‘Bad news’ continues for BBK Electronics as Realme forced to quit Germany (англ.). Times of India (20 июня 2023). Дата обращения: 26 декабря 2023. Архивировано 26 декабря 2023 года.